# To the Teeth
To the Teeth è il decimo album in studio della cantautrice statunitense Ani DiFranco, pubblicato nel 1999.

## Tracce
1. To the Teeth – 7:42
2. Soft Shoulder – 6:04
3. Wish I May – 4:53
4. Freakshow – 5:42
5. Going Once – 5:33
6. Hello Birmingham – 5:23
7. Back Back Back – 4:46
8. Swing – 6:10
9. Carry You Around – 3:24
10. Cloud Blood – 4:51
11. The Arrivals Gate – 4:35
12. Providence – 7:18
13. I Know This Bar – 5:31